# 64P/Swift-Gehrels
64P/Swift-Gehrels – kometa krótkookresowa, należąca do rodziny Jowisza. 

## Odkrycie
Kometa została odkryta 16 listopada 1889 roku przez astronoma Lewisa Swifta (Warner Observatory, Rochester, Nowy Jork). Wkrótce jednak została zagubiona i odnalazł ją dopiero 8 lutego 1973 roku Tom Gehrels z Obserwatorium Palomar. W nazwie znajdują się zatem nazwiska obu odkrywców.

## Orbita komety i właściwości fizyczne
Orbita komety 64P/Swift-Gehrels ma kształt elipsy o mimośrodzie 0,69. Jej peryhelium znajduje się w odległości 1,38 j.a., aphelium zaś 7,50 j.a. od Słońca. Jej okres obiegu wokół Słońca wynosi 9,35 roku, nachylenie do ekliptyki to wartość 8,95˚.
Jądro tej komety ma rozmiary 3,2 km.